# Rzezawa

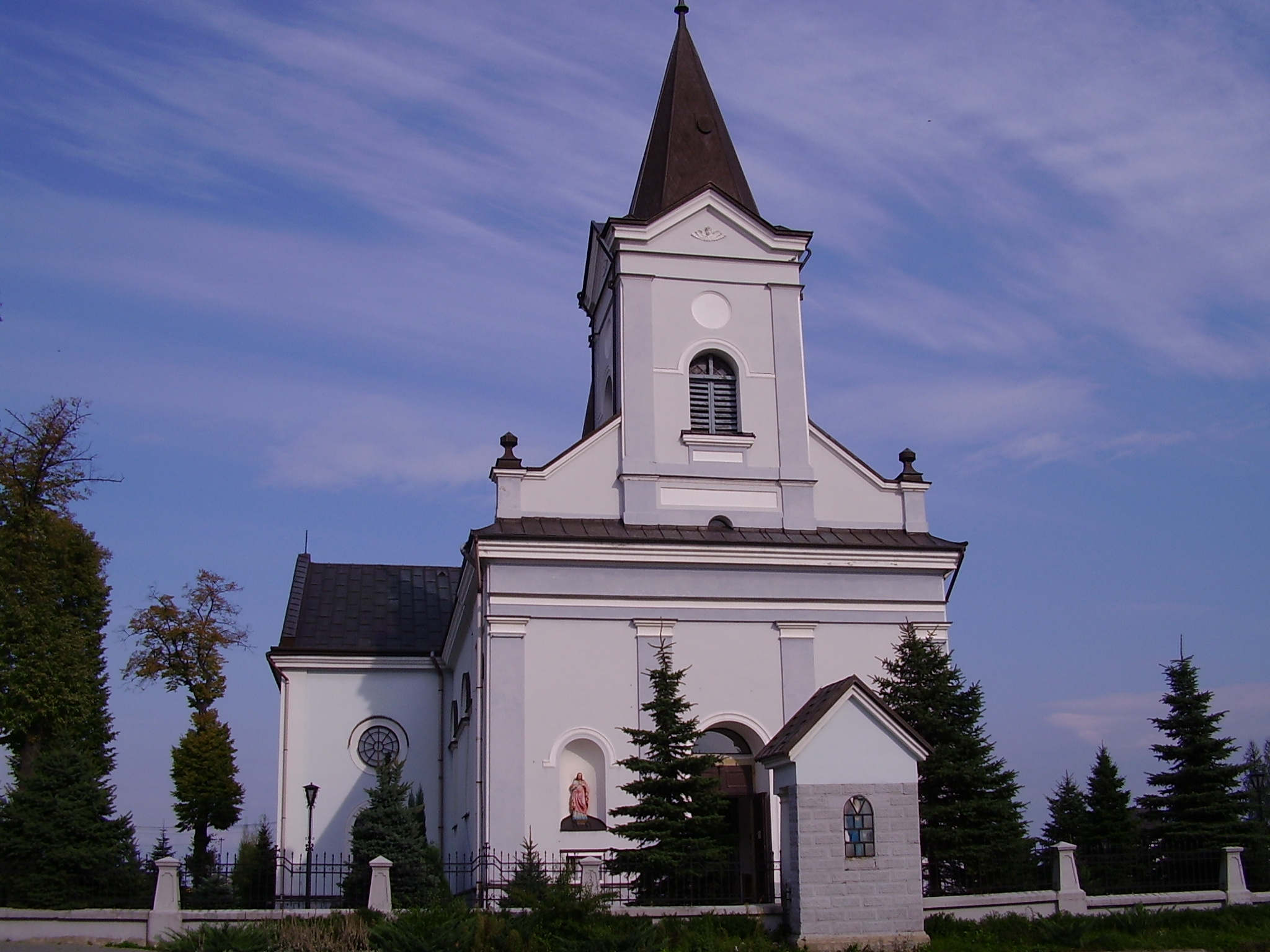
Kościół parafialny pw. Trójcy Przenajświętszej i św. Leopolda

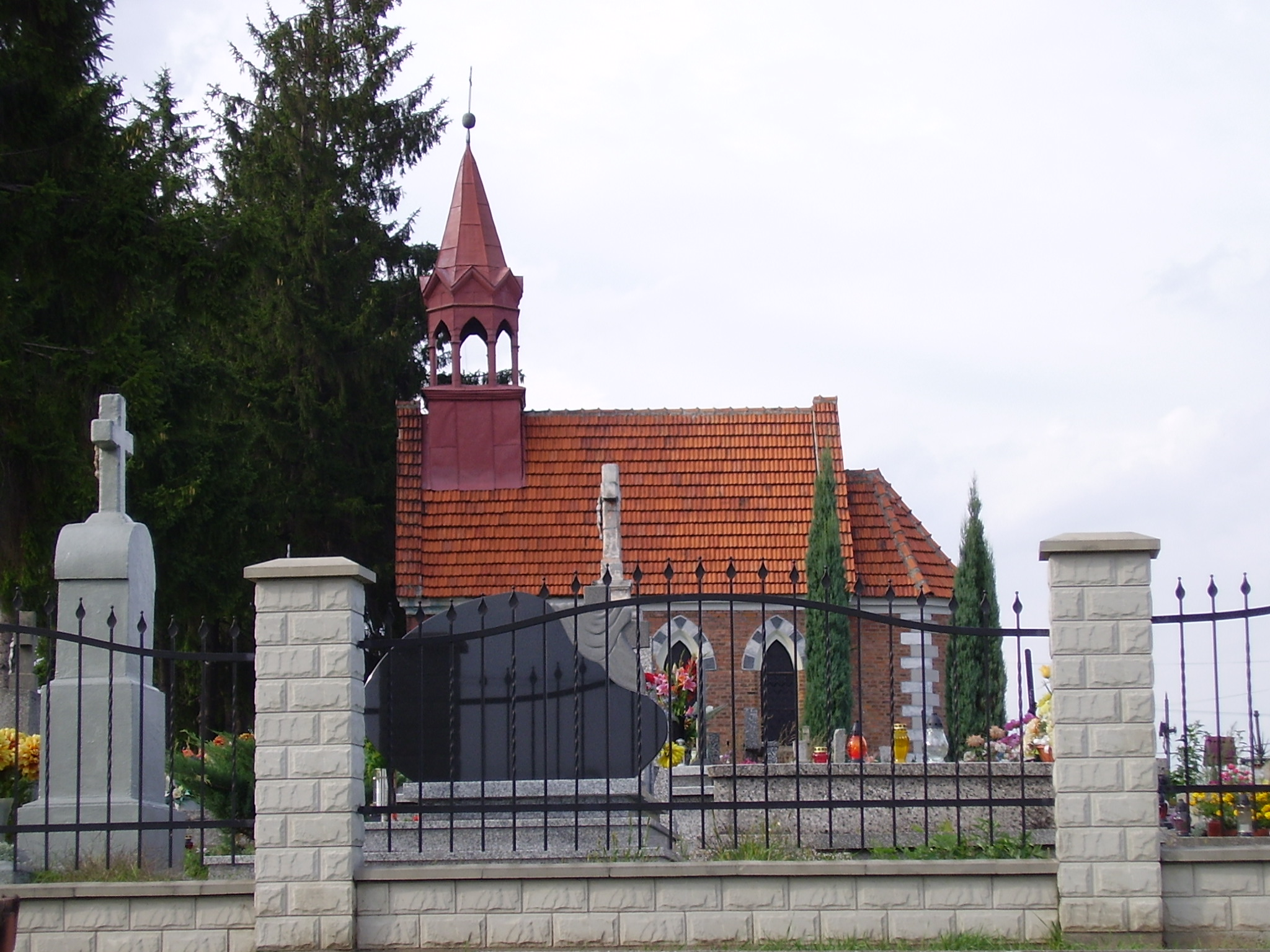
Cmentarz, w tle kaplica

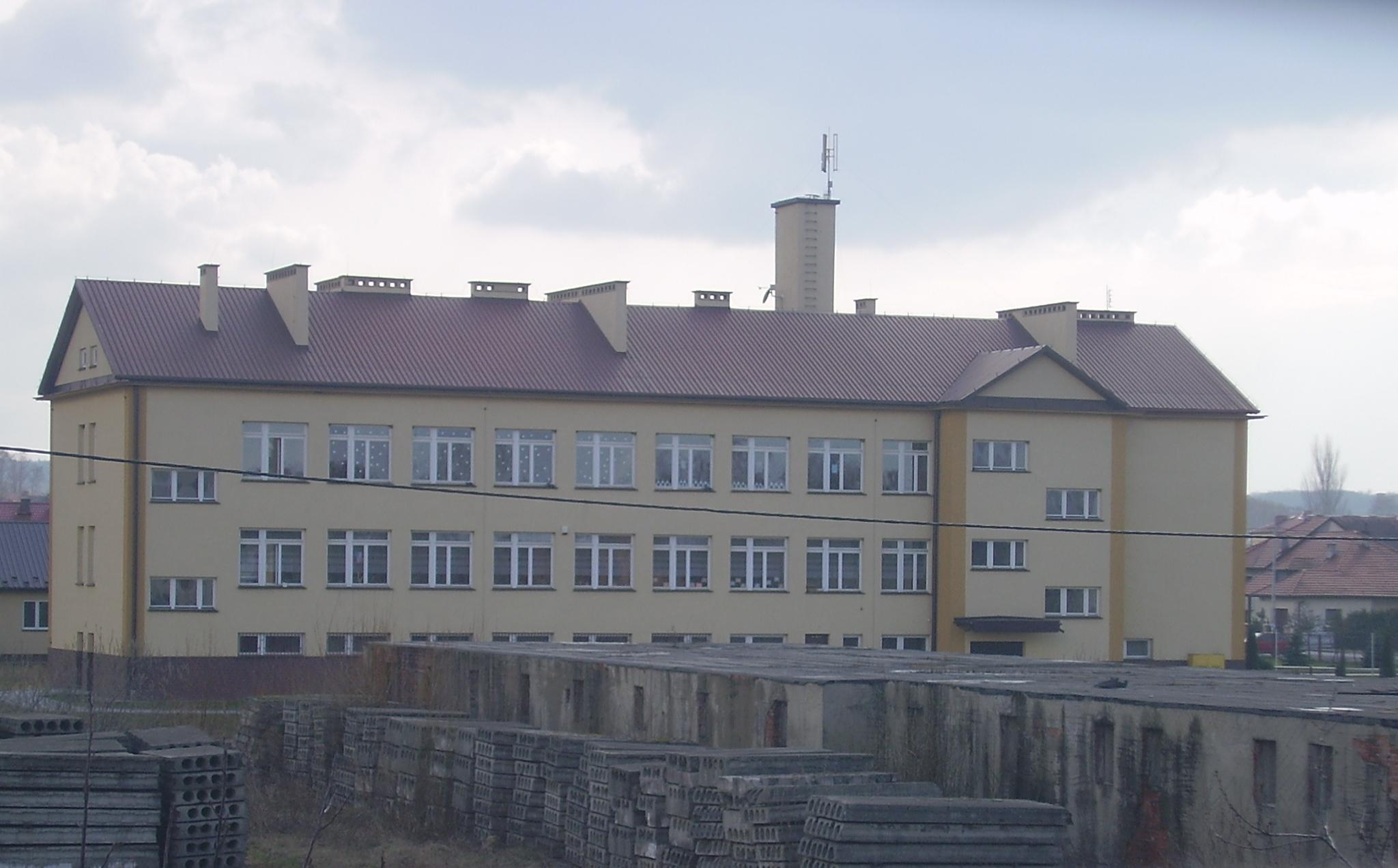
Budynek szkoły podstawowej

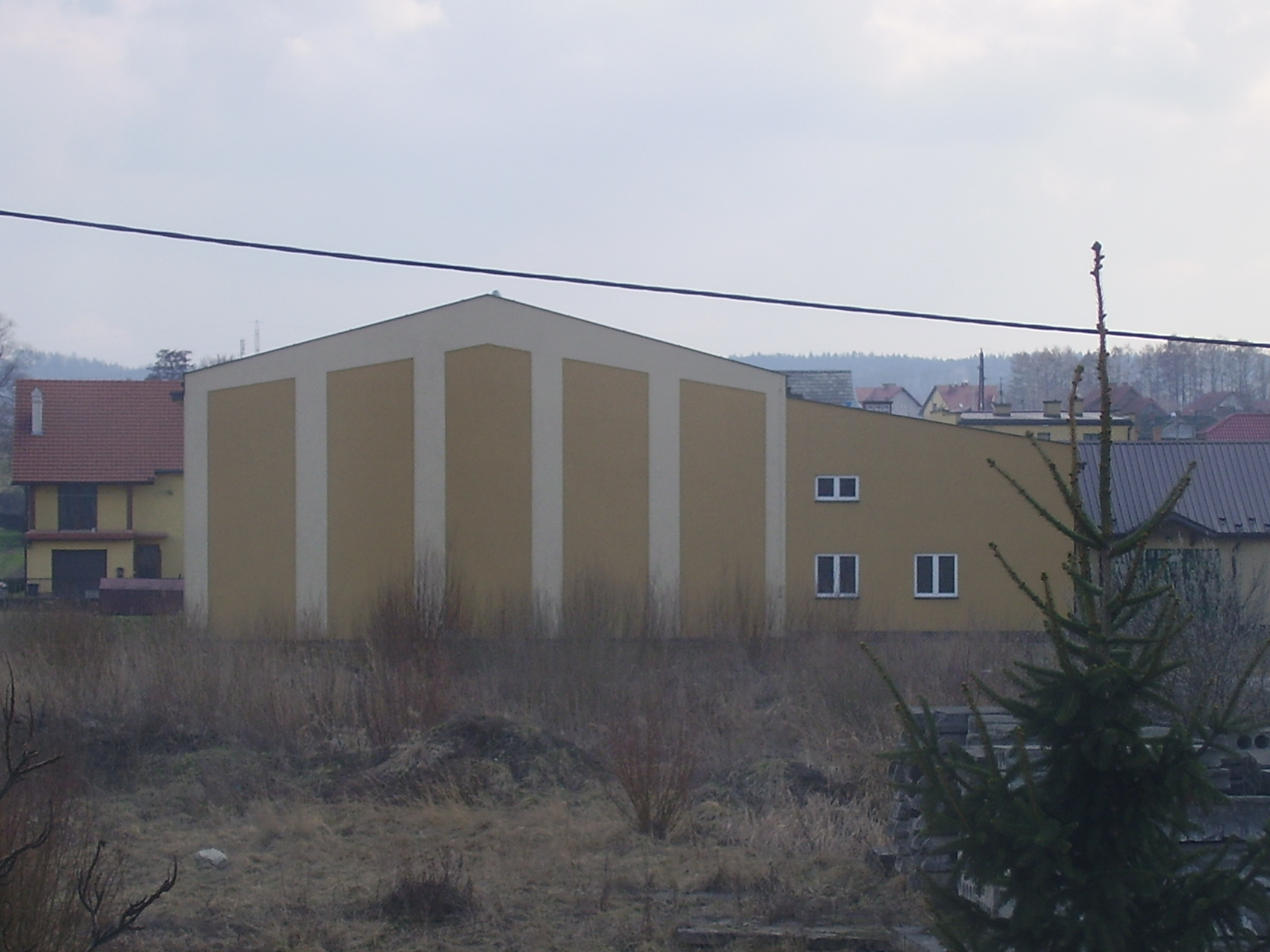
Hala sportowa przy szkole podstawowej i gimnazjum

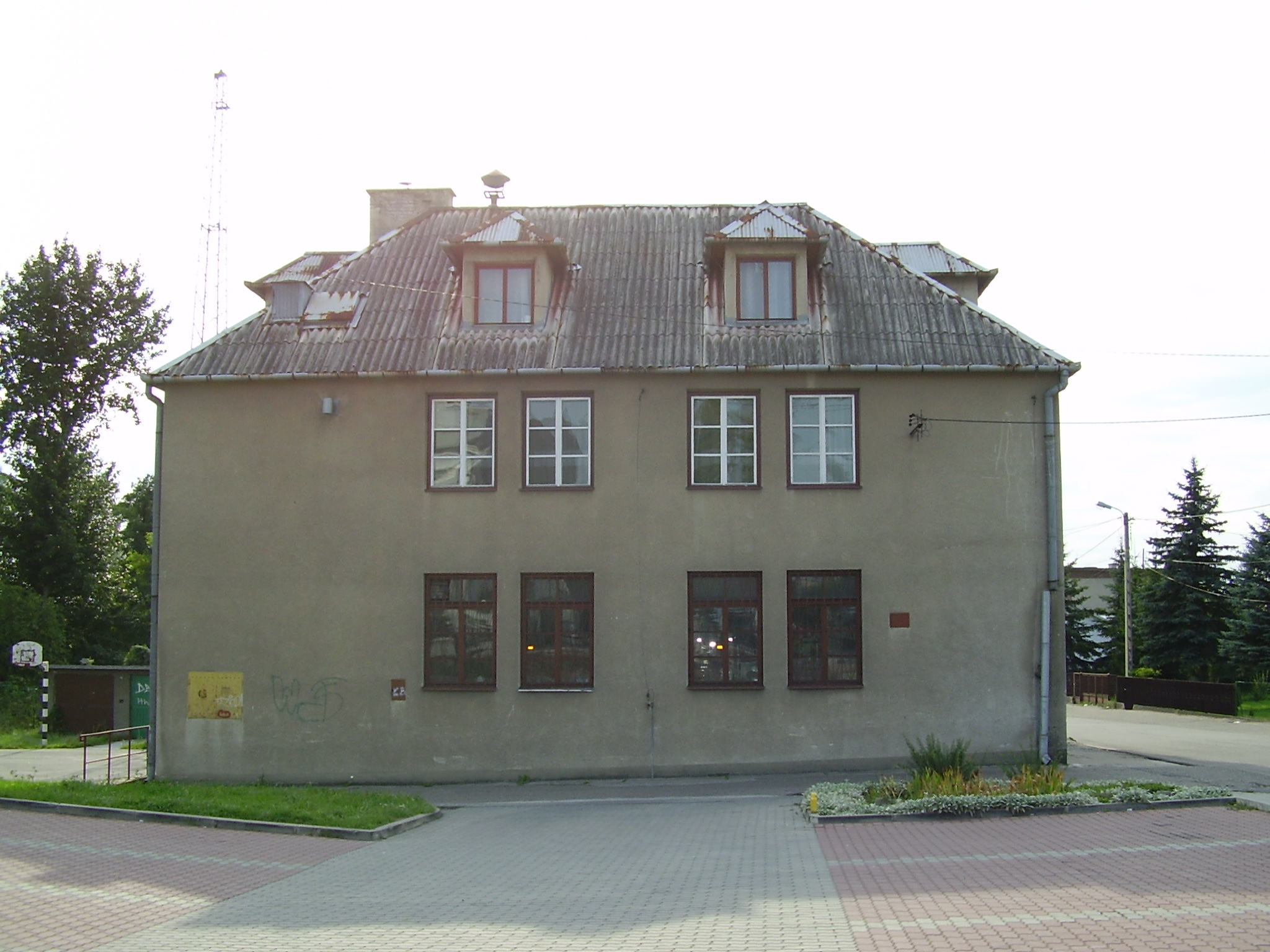
Remiza Ochotniczej Straży Pożarnej

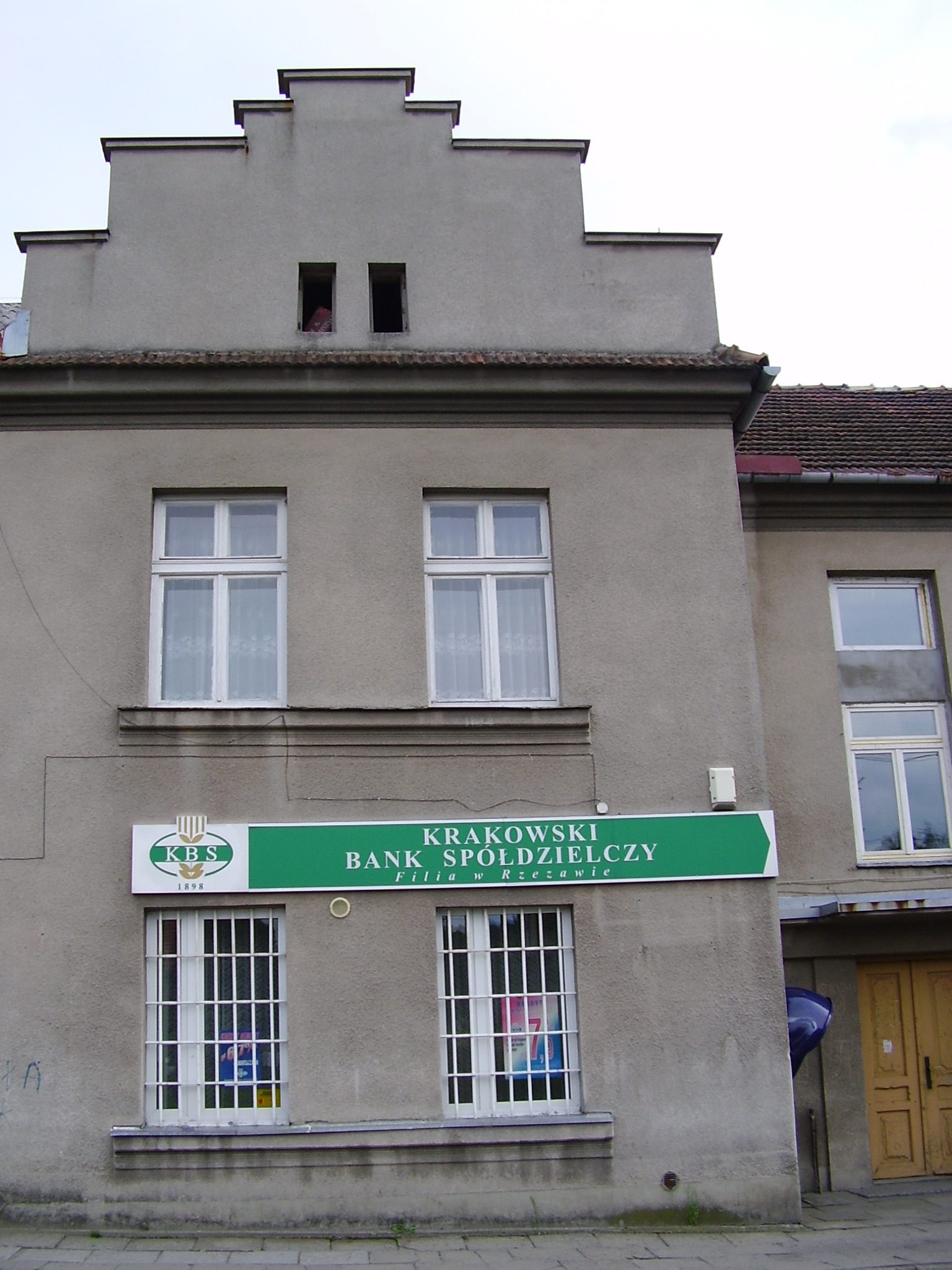
Filia Krakowskiego Banku Spółdzielczego

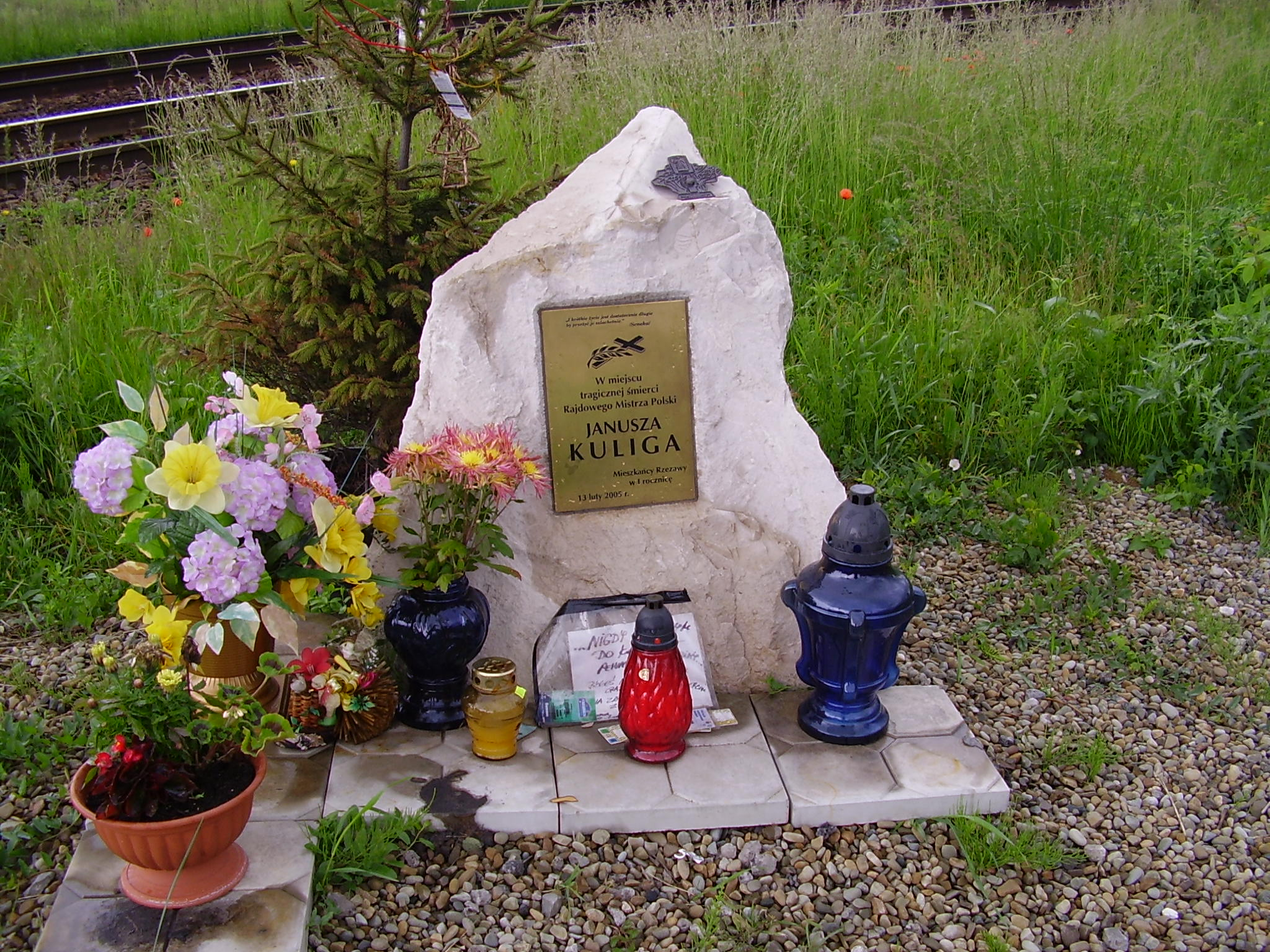
Obelisk na przejeździe kolejowo-drogowym upamiętniający tragiczną śmierć Janusza Kuliga

Rzezawa – wieś gminna w Polsce położona w województwie małopolskim, w powiecie bocheńskim, w gminie Rzezawa, w zachodnim krańcu Kotliny Sandomierskiej, na północny wschód od Bochni. Miejscowość jest siedzibą gminy Rzezawa.
W latach 1975–1998 miejscowość administracyjnie należała do województwa tarnowskiego.
W roku 2021 we wsi mieszkały 2894 osoby, z czego 51,4% mieszkańców stanowiły kobiety, a 48,6% mężczyźni.

## Położenie
Rzezawa położona jest w południowej części gminy. Sąsiaduje z sołectwami:
- Borek – od północy;
- Jodłówka – od wschodu;
- Krzeczów – od zachodu;
- Łazy – od południa;
- Ostrów Królewski – od północy.

## Części wsi
| SIMC    | Nazwa      | Rodzaj                          |
| ------- | ---------- | ------------------------------- |
| 1047475 | Bełch      | przysiółek                      |
| 1047481 | Budzynie   | część wsi                       |
| 1047506 | Gaj        | część wsi                       |
| 1047512 | Kąty       | część wsi (zniesiona w 2023 r.) |
| 1047529 | Kurów      | część wsi (zniesiona w 2023 r.) |
| 1047535 | Pacynkowa  | część wsi                       |
| 1047630 | Zakościele | część wsi (zniesiona w 2023 r.) |

## Historia
Nazwa Rzezawa (wtedy „Zyrawa”) pojawia się w dokumencie z datą 1264, prawdopodobnie jest to błędnie napisana data 11 października 1274 roku. W dokumencie tym, pisanym po łacinie, jest określenie hambno cum Ziraud, co w tłumaczeniu z łaciny i na język współczesny brzmiałoby Rzezawa przy Żabnie. Nie można jednoznacznie stwierdzić, czy dotyczy to wsi Rzezawa dziś istniejącej. Nazwa Rzezawa ani Zyrawa nie pojawia się później w najbliższej okolicy Żabna. Zdania historyków są podzielone.
Wieś założona została w wyniku akcji kolonizacyjnej Kazimierza Wielkiego na prawie niemieckim. Przypuszcza się, że było to w połowie XIV w. (1350?), ponieważ 10 lutego tego samego roku został wydany akt lokacyjny wsi Borek. Król po naradzie wydał nowy dokument 26 maja 1350 dotyczący lokalizacji nowego kościoła w Rzezawie oraz jego uposażenia z nowo lokowanej wsi Jodłówka i wsi Borek. Rzezawa wraz z nowo lokowaną wsią Borek, Jodłówka oraz wcześniej istniejącą wsią Krzeczów i połową Ostrowa, miały stanowić nową parafię. Taki stan zasięgu parafii Rzezawa utrzymał się do połowy wieku XX. Wszystkie te wsie znajdowały się wśród lasów królewskich, tym samym wszystkie weszły w skład klucza wsi królewskich o nazwie Starostwo krzeczowskie.
W 1355 r. wybudowano we wsi kościół. Na początku kościół miał powstać na terenie Borku, ale król zmienił zdanie. Świątynia była wiele razy niszczona. Dzisiejszy budynek pochodzi z lat 1844–1851.
Rzezawa weszła pod panowanie Austrii już podczas I rozbioru. 23 sierpnia 1775 wrogie wojska zajęły dobra krzeczowskie, do których należała również Rzezawa. Była ona wtedy w posesji Ignacego Dydyńskiego. Po zajęciu dóbr krzeczowskich sprzedano je w dwóch sekcjach. Rzezawę razem z Jodłówką i Krzeczowem 30 lipca 1840 kupił podczas licytacji Henryk Bondi. Cena wywoławcza wynosiła 100 201 złr, nabywca zapłacił 110 500 złr (guldenów lub florenów).
W tym czasie istniała w Rzezawie niewielka wytwórnia serów szwajcarskich.
W 1873 od lipca do września panowała w parafii Rzezawa cholera. Zmarli z Rzezawy pochowani zostali obok dzisiejszego cmentarza.
Przez miejscowość przebiega autostrada A4 (trasa europejska E40) oraz drogi krajowe DK75 i DK94.

## Zabytki
Obiekty wpisane do rejestru zabytków nieruchomych województwa małopolskiego.
- Kościół parafialny pw. Świętej Trójcy – wzniesiony został w latach 1844–1851 z fundacji tutejszych dziedziców: Leopolda Henryka Bondiego z Krzeczowa (obywatela Wiednia), Edwarda Homolasca z Gnojnika (właściciela Borki), Józefa Milewskiego z Ostrowa Szlacheckiego oraz parafian według projektu P. Neutitscheina i A. Wandruschkę z Wiednia, w stylu eklektycznym. Wyposażenie kościoła o charakterze barokowym i barokowo-klasycystycznym z przełomu XVIII i XIX wieku. Polichromia wnętrza świątyni autorstwa Aleksandra Trojkowicza, malarza z Krakowa.

### Inne zabytki
- W Muzeum Diecezjalnym w Tarnowie

## Rzezawa dziś
Od 1996 wieś posiada nazwy ulic oraz nową numerację porządkową budynków. Rzezawa posiada dobrze rozbudowaną sieć kanalizacyjną.

## Toponima
W Rzezawie istnieje tradycyjny, acz nieoficjalny podział na małe dzielnice. Dziś powoli to nazewnictwo zanika. Miejscowość dzieli się na:
- Austriacki Gościniec – tereny przebiegające wzdłuż międzynarodowej drogi krajowej nr 94. Wzięło się to stąd, że pierwszą drogę (droga bita – gościniec) wybudowali podczas zaborów Austriacy.
- Bagna – tereny pól na podmokłych terenach.
- Bielany – obszary łąk na podmokłych bagiennych terenach.
- Budzenie – część wsi znajdująca się przy torach kolejowych, gdzie mieszkańców budziły pierwsze pociągi.
- Gaj – mały las w sąsiedztwie Kolonii.
- Glenik/Glinik – pola, na których wydobywano glinę.
- Górka Ostrowska – wzniesienie znajdujące się przy granicy z Ostrowem Królewskim.
- Granice – las przy granicy z Borkiem (nazwa ta funkcjonuje również w Borku dla lasu przy granicy z Rzezawą).
- Kąty – od kąt (zakątek, ustronie).
- Klasy – pola, które miały wysoką jakość przy parcelacji.
- Kolonia – od kolonizacji. Tereny, na których powstały i nadal powstają nowe domy.
- Krzyż – miejsce, gdzie wzniesiono krzyż na miejscu legendarnego kościoła. Zobacz: Podania i legendy.
- Kurów – prawdopodobnie od domowych kur.
- Na wsi – centralnie położona część wsi, gdzie znajduje się m.in. kościół i remiza OSP. Coraz częściej pojawia się również nowoczesna nazwa Centrum.
- Pacynkowa – najbardziej na północ wysunięta część miejscowości. Nazwa pochodzi od wzgórza i ulicy o tej samej nazwie. Kiedyś wydobywano tam glinę (pacyna – gruda zeschniętej ziemi lub gliny). W księgach parafialnych występuje kilka wpisów z nazwiskiem Pacyna, nie jest jednak podane miejsce zamieszkania tych osób.
- Plebańskie – część wsi, która była własnością kościelną.
- Podrzecze (lub Zarzecze) – obszar leżący nad rzeką.
- Sztreka – z niem. łąki porastające teren obok nasypu kolejowego.
- Węglarka – droga przez Gaj, prowadząca z Krzeczowa do Mokrzysk. Mogła to być droga, którą pędzono bydło z Bukowiny do Austrii.
- Za torem – część miejscowości leżąca za torami kolejowymi.

## Oświata
W Rzezawie działają placówki oświatowe:
- Publiczna Szkoła Podstawowa im. Świętej Jadwigi Królowej
- Publiczne Przedszkole
- Ochronka Świętego Józefa prowadzona przez siostry zakonne

### Historia szkoły
W Rzezawie, przy kościele istniała początkowo szkoła parafialna. Szkoła powstała w 1851 r., przerwała działalność w 1868, i ponownie wznowiła działalność w 1876, już jako szkoła 3-klasowa. Po wybuchu II wojny światowej, w roku 1940 Maria Górnikowa rozpoczęła douczanie młodzieży w ramach szkoły jawnej, oraz tajnego nauczania na poziomie szkoły powszechnej. 1 marca 1943 do pracy dydaktycznej włączyła się Klementyna Gocławska, a 15 marca 1944 Władysława Zięba. Tajne nauczanie trwało do 20 stycznia 1945 roku. W 1996 roku oddano do użytku budynek szkoły podstawowej, który później rozbudowano i otwarto gimnazjum. Od 2003 r. obiekt posiada halę sportową.

## Transport

### Transport drogowy
Przez Rzezawę przebiegają:
- autostrada A4 (E40)
- drogi krajowe:
  - DK 75
  - DK 94
- drogi powiatowe:
  - P 43104 – biegnąca od granicy z gminą Bochnia do granicy z gminą Szczurowa przez Krzeczów, Rzezawę i Borek.
  - P 43158 – przecinająca drogę krajową, łącząca Łazy z Rzezawą.
  - P 43125 – biegnąca równolegle do dróg krajowych, łącząca Krzeczów, Rzezawą i Jodłówkę.

#### Autobusy
We wsi znajduje się 6 przystanków autobusowych. Przez Rzezawe przejeżdżają autobusy firmy Mikobus na trasie Bochnia – Brzesko oraz Goldbus na trasie Bochnia – Bratucice.

### Transport kolejowy
W Rzezawie znajduje się przystanek kolejowy, przez który przebiega linia kolejowa 91 Kraków Główny – Medyka. Zatrzymują się tu pociągi REGIO spółki Przewozy Regionalne i pociągi KMł spółki Koleje Małopolskie.

## Sport
W Rzezawie działają 2 kluby sportowe: GOSiR Novi/Rzezawianka Rzezawa i UKS Magnus.

### GOSiR Novi/Rzezawianka Rzezawa
Ludowy Klub Sportowy Rzezawianka Rzezawa powstał w 1946 roku. Posiada sekcję piłki nożnej. W 2006 połączył się z klubem Novi Jodłówka który powstał w 1967 roku. I od tej pory występuje pod nazwą Gminny Ośrodek Sportu i Rekreacji Novi/Rzezawianka Rezawa. Obecnie piłkarze grają w  A klasie. Tradycyjne barwy to biało-niebiesko-czerwone. Największym osiągnięciem drużyny jest gra w sezonach 2001/2002,2003/2004, 2004/2005, 2005/2006, 2006/2007, 2007/2008, 2008/2009, 2009/2010, w klasie okręgowej. Stadion klubowy mieści 400 osób w ławeczkach.

### UKS Magnus
Działa od grudnia 1995 przy szkole podstawowej i gimnazjum. Posiada sekcję szachów, tenisa stołowego i siatkówki. Największe sukcesy odnosi kadra szachowa. Zawodnicy Magnusa są jednymi z najlepszych w województwie. Występują w ogólnopolskiej III Lidze Juniorów.
Od kilku lat klub organizuje Turniej Szachowy Juniorów o Pierścień Królowej Jadwigi. Uczestniczą w nim wszyscy czołowi zawodnicy z Małopolski.

## OSP Rzezawa
W Rzezawie istnieje od 1897 roku półzawodowa jednostka OSP. Ma jedną z największych w województwie liczbę interwencji. Jako jedyna w gminie należy do Krajowego Systemu Ratowniczo-Gaśniczego.

## Legendy i podania
Wzniesienie Pacynkowa to najbardziej znana legenda związana z wsią. W początkach osady na Wzniesieniu Pacynkowa w Rzezawie Leliwici Melsztyńscy założyli karczmę i osadzili w niej Żyda. Przychodziło tam wielu chłopów. Gdy brakowało im pieniędzy, gospodarz udzielał kredytów. Kmiecie nie mieli środków na spłatę długów, więc Żyd sprzedawał ich gospodarstwa na licytacji. Pewnego razu wściekłe żony przyszły po pijaków. Zebrały się pod oberżą i zaczęły się modlić i złorzeczyć. W tym momencie wybuchła burza, a jeden z piorunów trafił w dach karczmy, która stanęła w płomieniach. Z pożaru uratowali się wszyscy oprócz gospodarza. Chcąc odpokutować winy, mieszkańcy postanowili w tamtym miejscu wznieść kościół, jednak zgromadzony budulec zniknął. Ludzie po zostawionych śladach doszli na miejsce, gdzie dziś stoi świątynia. Zastali tam materiały i konia, który prawdopodobnie je tu przywiózł. Po naradach uznano, że to wola boska i kościół wzniesiono w tamtym miejscu. Na Pacynkowej postawiono krzyż, który stoi tam do dziś.

## Osoby związane z Rzezawą
- ks. Wojciech Zięba ur. 8 lutego 1896 w Rzezawie. Przyczynił się do budowy kościoła Siedliska Bogusz Gorzejowa. Po wybuchu wojny w 1939 został kapelanem wojskowym w Nowej Wilejce. Przy przedzieraniu się przez granicę, dostał się do niewoli. Ostatecznie trafił do obozu Dachau. Zmarł 3 (5) sierpnia 1943 roku.
- Janusz Kulig